# Єрохін Олександр Юрійович
Олександр Юрійович Єрохін (рос. Александр Юрьевич Ерохин, нар. 13 жовтня 1989, Барнаул) — російський футболіст, півзахисник клубу «Зеніт», а також національну збірну Росії.

## Клубна кар'єра
Народився 13 жовтня 1989 року в місті Барнаул. Розочав займатися футболом в Барнаулі, де його помітив Геннадій Смертін — батько Олексія Смертіна, який вирішив особисто тренувати Олександра. Незабаром Єрохін опинився на перегляді в московському «Локомотиві». Зігравши в складі «червоно-зелених» оглядовий матч, своєю грою переконав керівництво і тренерів клубу взяти себе в молодіжну команду. 

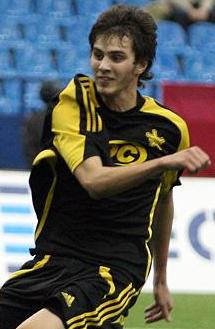
Єрохін у складі молдовського «Шерифа»

У віці 17 років переїхав до Тирасполя, де грав за «Шериф». У 18 років зайняв тверде місце в основі клубу і став його найкращим бомбардиром, забивши 16 м'ячів за сезон. Потім були завойовані золоті медалі чемпіонату Молдови, кубку країни й успіх на Кубку чемпіонів Співдружності, де Єрохін відзначився хет-триком у ворота донецького «Шахтаря». У 2010 році Єрохін забив один з м'ячів у ворота загребського «Динамо» в матчі третього кваліфікаційного раунду Ліги чемпіонів і допоміг своїй команді вперше в її історії пройти в четвертий раунд. 30 вересня «Шериф» вдома обіграв київське «Динамо» з рахунком 2: 0. Перший м'яч забив Єрохін після помилки воротаря «Динамо» Дениса Бойка. Після цієї перемоги до росіянина стали проявляти інтерес деякі європейські, а також російські клуби.
27 грудня 2010 року перейшов у «Краснодар». Термін угоди не розголошувався. 15 січня 2013 року був орендований хабаровської «СКА-Енергією» до кінця сезону. 26 червня «СКА-Енергія» викупила повністю права на гравця. Однак уже в липні 2013 року був відданий в оренду в клуб Прем'єр-ліги «Урал», який через рік викупив права на футболіста. У жовтні 2014 і липні-серпні 2015 року Єрохін визнавався найкращим футболістом місяця ФК «Урал» за версією вболівальників.
15 січня 2016 року стало відомо, що Єрохін підписав попередній трирічний контракт з «Ростовом». 4 лютого між «Ростовом» й «Уралом» була досягнута домовленість про достроковий трансфер півзахисника. Загалом встиг відіграти за ростовську команду 36 матчів в національному чемпіонаті. 4 лютого була досягнута домовленість про достроковий трансфер півзахисника.
28 червня 2017 року в ролі вільного агента перейшов у «Зеніт». Дебютував у першій грі сезону проти «СКА-Хабаровськ». 6 серпня 2017 року забив перший гол за клуб у ворота «Спартака». 24 вересня відзначився у воротах «Краснодара» (2:0). 13 травня 2018 року оформив «покер» у матчі проти «СКА-Хабаровськ».

## Виступи за збірну
5 вересня 2011 дебютував за другу збірну Росії в матчі проти олімпійської збірної Білорусі (0:0). У серпні 2015 року викликаний новим тренером збірної Леонідом Слуцьким у збірну Росії. 31 серпня 2016 дебютував у складі національної команди в товариському матчі проти збірної Туреччини. Наразі провів у формі головної команди країни 7 матчів.
Згодом у складі збірної був учасником домашніх Кубка конфедерацій 2017 року та чемпіонату світу 2018 року.

## Статистика

### У збірній
Станом на 9 червня 2017
| Росія            | Рік              | Відбіркові матчі ЧС | Відбіркові матчі ЧС | Фінальні матчі ЧС | Фінальні матчі ЧС | Відбіркові матчі ЧЄ | Відбіркові матчі ЧЄ | Фінальні матчі ЧЄ | Фінальні матчі ЧЄ | Кубок конфедерацій | Кубок конфедерацій | Товариські матчі | Товариські матчі | Усього | Усього |
| Росія            | Рік              | Матчі               | Голи                | Матчі             | Голи              | Матчі               | Голи                | Матчі             | Голи              | Матчі              | Голи               | Матчі            | Голи             | Матчі  | Голи   |
| ---------------- | ---------------- | ------------------- | ------------------- | ----------------- | ----------------- | ------------------- | ------------------- | ----------------- | ----------------- | ------------------ | ------------------ | ---------------- | ---------------- | ------ | ------ |
| Росія            | 2016             | 0                   | 0                   | 0                 | 0                 | 0                   | 0                   | 0                 | 0                 | 0                  | 0                  | 4                | 0                | 4      | 0      |
| Росія            | 2017             | 0                   | 0                   | 0                 | 0                 | 0                   | 0                   | 0                 | 0                 | 3                  | 0                  | 8                | 0                | 11     | 0      |
| Росія            | 2018             | 0                   | 0                   | 0                 | 0                 | 0                   | 0                   | 0                 | 0                 | 0                  | 0                  | 2                | 0                | 2      | 0      |
| Всего за карьеру | Всего за карьеру | 0                   | 0                   | 0                 | 0                 | 0                   | 0                   | 0                 | 0                 | 3                  | 0                  | 14               | 0                | 17     | 0      |

| Матчі й голи Олександра Єрохіна за збірну Росії | Матчі й голи Олександра Єрохіна за збірну Росії | Матчі й голи Олександра Єрохіна за збірну Росії | Матчі й голи Олександра Єрохіна за збірну Росії | Матчі й голи Олександра Єрохіна за збірну Росії | Матчі й голи Олександра Єрохіна за збірну Росії | Матчі й голи Олександра Єрохіна за збірну Росії |
| №                                               | Дата                                            | Суперник                                        | Рахунок                                         | Голи Єрохіна                                    | Змагання                                        |                                                 |
| ----------------------------------------------- | ----------------------------------------------- | ----------------------------------------------- | ----------------------------------------------- | ----------------------------------------------- | ----------------------------------------------- | ----------------------------------------------- |
| 1                                               | 31 серпня 2016                                  | Туреччина                                       | 0:0                                             | -                                               | Товариський матч                                |                                                 |
| 2                                               | 9 жовтня 2016                                   | Коста-Рика                                      | 3:4                                             | -                                               | Товариський матч                                |                                                 |
| 3                                               | 10 листопада 2016                               | Катар                                           | 1:2                                             | -                                               | Товариський матч                                |                                                 |
| 4                                               | 15 листопада 2016                               | Румунія                                         | 1:0                                             | -                                               | Товариський матч                                |                                                 |
| 5                                               | 24 березня 2017                                 | Кот-д'Івуар                                     | 0:2                                             | -                                               | Товариський матч                                |                                                 |
| 6                                               | 28 березня 2017                                 | Бельгія                                         | 3:3                                             | -                                               | Товариський матч                                |                                                 |
| 7                                               | 5 червня 2017                                   | Угорщина                                        | 3:0                                             | -                                               | Товариський матч                                |                                                 |
| 8                                               | 9 червня 2017                                   | Чилі                                            | 1:1                                             | -                                               | Товариський матч                                |                                                 |
| 9                                               | 17 червня 2017                                  | Нова Зеландія                                   | 2:0                                             | -                                               | Кубок конфедерацій 2017                         |                                                 |
| 10                                              | 21 червня 2017                                  | Португалія                                      | 0:1                                             | -                                               | Кубок конфедерацій 2017                         |                                                 |
| 11                                              | 24 червня 2017                                  | Мексика                                         | 1:2                                             | -                                               | Кубок конфедерацій 2017                         |                                                 |
| 12                                              | 7 жовтня 2017                                   | Південна Корея                                  | 4:2                                             | -                                               | Товариський матч                                |                                                 |
| 13                                              | 10 жовтня 2017                                  | Іран                                            | 1:1                                             | -                                               | Товариський матч                                |                                                 |
| 14                                              | 11 листопада 2017                               | Аргентина                                       | 0:1                                             | -                                               | Товариський матч                                |                                                 |
| 15                                              | 14 листопада 2017                               | Іспанія                                         | 3:3                                             | -                                               | Товариський матч                                |                                                 |
| 16                                              | 23 березня 2018                                 | Бразилія                                        | 0:3                                             | -                                               | Товариський матч                                |                                                 |
| 17                                              | 27 березня 2018                                 | Франція                                         | 1:3                                             | -                                               | Товариський матч                                |                                                 |

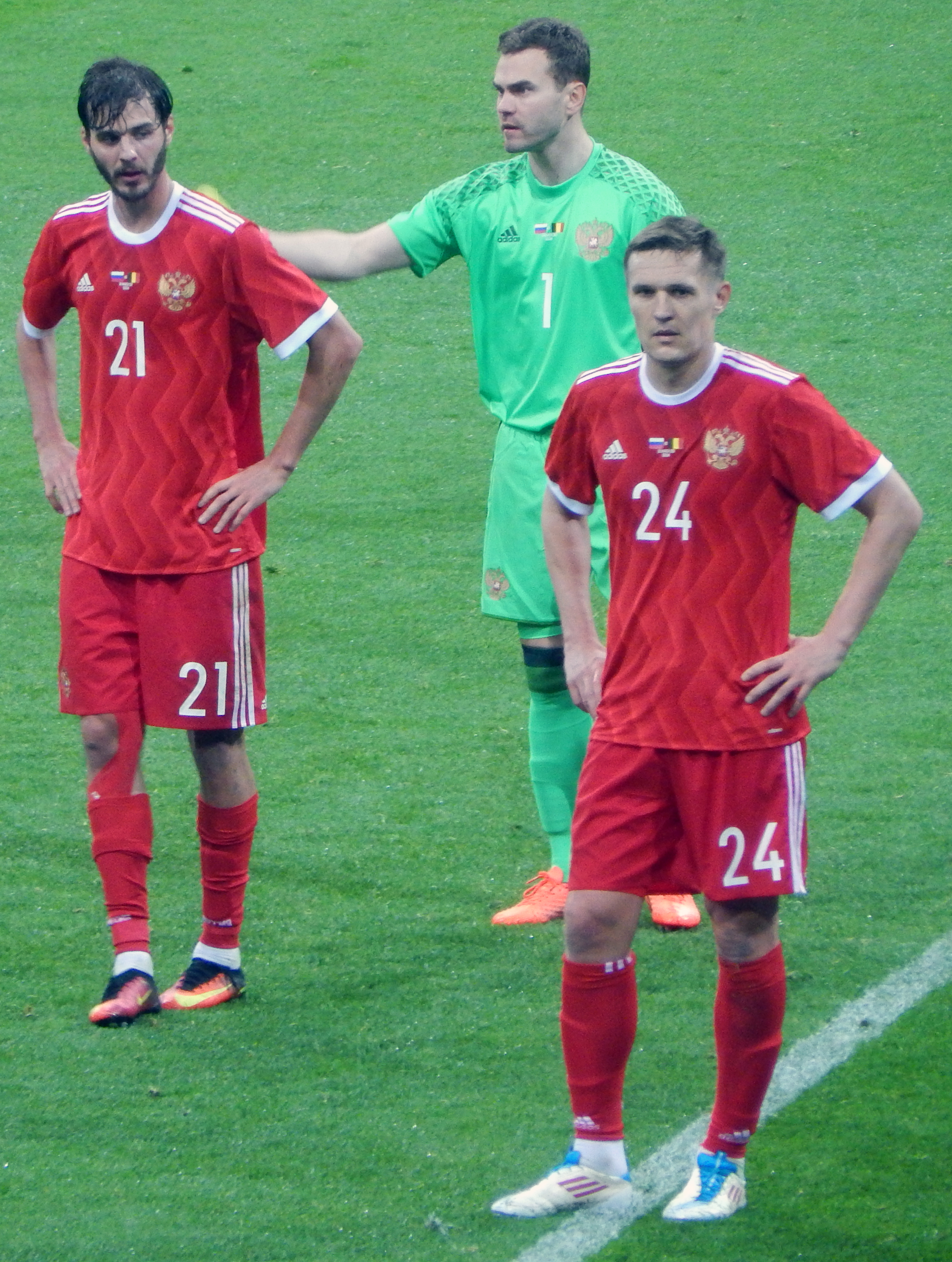
Єрохін (зліва) в матчі за збірну проти бельгійців в Сочі (2017)

Усього в офіційних матчах: 17 матчів; 4 перемоги, 5 нічиїх, 8 поразок.

## Титули й досягнення
Шериф
- Національний дивізіон Молдови:
  -  Чемпіон (3): 2007/08, 2008/09, 2009/10

- Кубок Молдови:
  -  Володар (2): 2008/09, 2009/10

- Суперкубок Молдови:
  -  Володар (1): 2013

- Кубок Співдружності
  -  Володар (1): 2009

Ростов
- Прем'єр-ліга
  -  Срібний призер (1): 2015/16

Зеніт
- Прем'єр-ліга
  -  Чемпіон (6): 2018/19, 2019/20, 2020/21, 2021/22, 2022/23, 2023–24
- Кубок Росії:
  -  Володар (2): 2019/20, 2023–24
- Суперкубок Росії:
  -  Володар (5): 2020, 2021, 2022, 2023, 2024